# Ludwig Burmester
Ludwig Ernst Hans Burmester, född 5 maj 1840 i Othmarschen vid Hamburg, död 20 april 1927 i München, var en tysk matematiker.
Burmester blev professor 1871 i beskrivande och syntetisk geometri vid tekniska högskolan i Dresden och 1886 i beskrivande geometri och kinematik vid tekniska högskolan i München. Han utgav bland annat Theorie und Darstellung der Beleuchtung gesetzmäßig gestalteter Flächen (andra upplagan 1875), Grundzüge der Reliefperspektive (1883) och Lehrbuch der Kinematik (band I, 1888). Han var riddare av Albrektsorden och ledamot av Vetenskapsakademien Leopoldina.

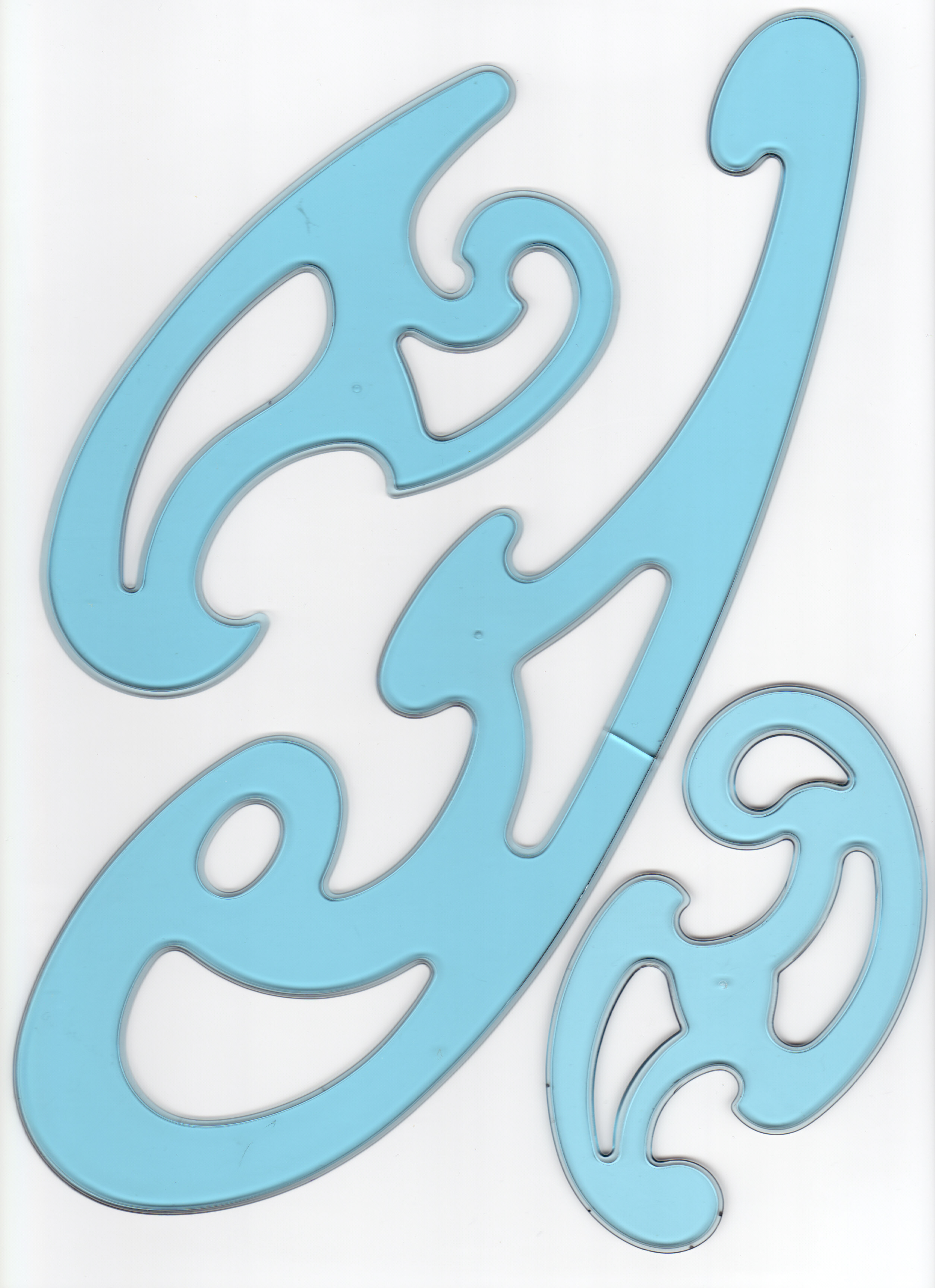
Burmesterschabloner

Burmester uppfann kurvlinjalerna, även kallade Burmesterschabloner.